# Articolo 31
Articolo 31 és una coneguda banda de Milà, Itàlia, mesclant hip-hop, funk, pop i formes musicals tradicionals italianes. Ells són uns dels grups més populars dintre del rock/hip hop italià.

## Història
Els membres són el ràper J-Ax (nom real Alessandro Aleotti), i DJ Jad (Vito Luca Perrini); ells van prendre el nom de la llei irlandesa constitucional que garanteix la llibertat d'impremta.
Ells són uns dels primers grups d'hip hop a Itàlia, i van llançar uns dels seus primers discs : Strade di città, el 1993. Després van signar amb Bmg/Ricordi i van començar a mesclar rap amb música pop, obtenint gran èxit i popularitat, però el moviment hip hop els va veure com a traïdors. El seu productor és Franco Godi qui va produir la música per a la sèrie animada Signor Rossi.
L'any 2001 van treballar amb el ràper old school americà Kurtis Blow a l'àlbum "XChé SI!". Al mateix any van fer la pel·lícula Senza filtre.
Amb «Domani smetto» van deixar el món del hip hop per endinsar-se en el que seria el rap i així mesclar el rap amb influències rock/pop a les seves cançons.
En els últims anys J.Ax i DJ Jad han fet enregistraments en solitari, i el 2006 el grup es va declarar en un hiat indefinit.

## Integrants
- J-Ax - veus
- DJ Jad - tocadiscs

## Discografia
| Año  | Título           | Sello      |
| 1993 | Strade di città  | Best Sound |
| 1994 | Messa di Vespiri | Best Sound |
| 1996 | Cosi com'è       | Best Sound |
| 1998 | Nessuno          | Best Sound |
| 2001 | Xché sì!         | Best Sound |
| 2002 | Domani smetto    | Best Sound |
| 2003 | Italiano Medio   | Best Sound |